# Милан Бјегојевић
Милан “Муса“ Бјегојевић (Прњавор, 9. август 1928 — Београд, 2. октобар 2003) бивши је југословенски кошаркаш и тренер. Најпознатији је по дугогодишњем игрању у Црвеној звезди. За црвено-беле је од 1947. до 1955. године одиграо 113 такмичарских утакмица и постигао 786 поена. У свих девет сезона са Звездом је био првак Југославије 1947, 1948, 1949, 1950, 1951, 1952, 1953, 1954. и 1955. године. Учинак од девет титула као кошаркаш клуба са Малог Калемегдана поред Бјегојевића има још само Срђан Калембер и њих двојица држе клупски рекорд са девет титула шампиона који ће тешко бити икада оборен.

## Играчка каријера

### Црвена звезда
Бјегојевић у прве три сезоне није толико био у првом плану, а запаженији учинак имао је у освајању титуле 1950. године, када је у 16 утакмица постигао 71 поен и 1951. када је на 20 мечева постигао 100 поена. Сјајне игре пружио је у последње три сезоне у дресу Црвене звезде. У шампионату 1953. године на 11 утакмица забележио је 191 поен и са за то време врло високим просеком од 17,4 поена по мечу био први стрелац Звезде, а од тог броја је на финалном турниру првенства постигао 106 поена и био најбољи стрелац завршног турнира. У убедљивој победи против Партизана (82:56) убацио је чак 32 поена, а на завршном турниру је у тријумфу против АШК-а из Љубљане (83:55) постигао 23 поена, а против Партизана (70:59) се зауставио на 19 поена. Наредне сезоне био је други кошгетер екипе, иза Борислава Ћурчића. На 15 утакмица убацио је укупно 187 поена (12,5 по мечу). У убедљивој победи против Радничког (100:65) забележио је 20 поена, а Звезда је освојила још једну титулу у низу. У првенству 1955. године на 14 сусрета уписао је 163 поена (11,6 по мечу), Звезда је освојила 10. узастопну титулу, а Бјегојевић своју девету. Против Марибора (106:51) постигао је 23 поена. Према подацима листа Политика из 1955. године, у тих првих 10 година постојања клуба Милан Бјегојевић је био други стрелац Звезде рачунајући све утакмице (првенствене, пријатељске, ревијалне и турнирске) са 3041 поеном. Више од њега у првих 10 лета међу играчима црвено-белих имао је само Борислав Ћурчић (4986). Популарни “Муса“ је у том периоду одиграо 360 мечева, по чему је био трећи у првој деценији Црвене звезде. Испред њега су били само Ђорђе Андријашевић са 377 и Борислав Ћурчић са 380 мечева.

### Репрезентација
За репрезентацију Југославије играо је на три велика такмичења. На Европском првенству у Москви 1953. године у девет утакмица постигао је 34 поена, а тим је заузео шесто место. Било је то време када је наша кошарка правила темеље за касније велике успехе. Милан Бјегојевић је на Светском шампионату у Рио де Жанеиру 1954. године у пет сусрета убацио 46 поена и са просеком од 9,2 поена био трећи стрелац националног тима, који је такмичење завршио на 11. месту. У јединој победи на турниру против Перуа (86:84) забележио је 20 поена, а слободна бацања је шутирао без промашаја (8-8). На Првенству Европе у Будимпешти 1955. године Југославија је била осма, а Милан је на девет утакмица постигао 49 поена. У тријумфу над Аустријом (68:61) остварио је учинак од 19 поена.

## Тренерска каријера
Касније је постао тренер Звезде. Водио је клуб пуних 11 сезона, од 1960. до 1970. године и освојио шампионску титулу 1969. године са генерацијом у којој су играли Владимир Цветковић, Драган Капичић, Дуци Симоновић, Драгиша Вучинић, Мирослав Тодосијевић, Тихомир Павловић, Мока Славнић... Више сезона као тренер Звезде од Бјегојевића има само Небојша Поповић и то 12, од 1946. до 1957. године.

## Остало
Био је у браку са Горданом Барагом, легендарном кошаркашицом Црвене звезде. Касније се посветио уметности и вајарству. Дуго година је био професор у Дизајнерској школи у Београду. Преминуо је 2. октобра 2003. године у Београду.